# 73e cérémonie des New York Film Critics Circle Awards
La 73e cérémonie des New York Film Critics Circle Awards, décernés par le New York Film Critics Circle, a eu lieu le 11 décembre 2007, et a récompensé les films réalisés dans l'année.

## Palmarès
- Meilleur film :
  - No Country for Old Men
- Meilleur acteur :
  - Daniel Day-Lewis pour le rôle de Daniel Plainview dans There Will Be Blood
- Meilleure actrice :
  - Julie Christie pour le rôle de Fiona Anderson dans Loin d'elle (Away From Her)
- Meilleur acteur dans un second rôle :
  - Javier Bardem pour le rôle d'Anton Chigurh dans No Country for Old Men
- Meilleure actrice dans un second rôle :
  - Amy Ryan pour le rôle de Helene McCready dans Gone Baby Gone
- Meilleur réalisateur :
  - Joel et Ethan Coen pour No Country for Old Men
- Meilleur premier film :
  - Sarah Polley pour Loin d'elle (Away From Her)
- Meilleur scénario :
  - No Country for Old Men – Joel et Ethan Coen
- Meilleure photographie :
  - There Will Be Blood – Robert Elswit
- Meilleur film en langue étrangère :
  - La Vie des autres (Das Leben der Anderen) •  Allemagne
- Meilleur film d'animation :
  - Persépolis
- Meilleur documentaire :
  - No End in Sight